# Глорія Оллред
Глорія Рейчел Оллред (до шлюбу Блум; нар. 3 липня 1941) — американська феміністська адвокатка, відома гучними і часто неоднозначними справами, особливо пов'язаними із захистом прав жінок. Включена до Національної зали слави жінок.

## Життєпис
Глорія Рейчел Блум народилася у Філадельфії в єврейській родині робітничого класу 3 липня 1941 року. Її батько, Морріс, працював продавцем; мати, Стелла, уродженка Великої Британії, вела домашнє господарство.
Після закінчення середньої школи для дівчаток у Філадельфії Глорія Блум навчалася в Пенсільванському університеті, де зустріла Пейтона Хаддлстона Брея-молодшого, з яким одружилася. 20 вересня 1961 року народила доньку Ліза Блум і незабаром розлучилася. Ліза Блум також прауцює адвокаткою і найбільш відома як колишня ведуча на телебаченні.
Глорія Блум переїхала назад до батьків і продовжила навчання у закладі вищої освіти. У 1963 році вона здобула ступінь бакалавра з англійської мови, закінчивши університет з відзнакою. Незважаючи на серйозні заперечення свого професора, вона написала дипломну роботу про темношкірих письменників. Блум працювала за кількома спеціальностями, перш ніж вирішила стати вчителькою і влаштувалася в середню школу Бенджаміна Франкліна. Вона почала працювати над здобуттям освітнього ступеня магістра в Нью-Йоркському університеті, де зацікавилася рухом за громадянські права. Здобувши ступінь магістра, Глорія Блум почала працювати учителькою і в 1966 році переїхала до Лос-Анджелеса, де жила у Воттсі. Вона працювала в Асоціації вчителів Лос-Анджелеса і викладала в середній школі Джордан та середній школі Фрімонт.
У своїй автобіографії вона описує, як під час відпустки в Акапулько в 1966 її зґвалтували під дулом пістолета. Вона виявила, що вагітна, і зробила аборт. На той час аборти були заборонені, тому Оллред зробила аборт у підворітті. Після процедури у неї сталася внутрішня кровотеча та її госпіталізували до лікарні. За її словами, вона не заявила про зґвалтування, тому що не думала, що хтось їй повірить.
1968 року одружилася з Вільямом Оллредом. Вступила на юридичний факультет Південно-Західного університету, а потім перевелася на юридичний факультет Університету Лойола Мерімаунт у Лос-Анджелесі. Оллред закінчила його і була прийнята до колегії адвокатів штату Каліфорнія в 1975 році. Розлучилася з чоловіком в 1987 році, залишивши його прізвище.

## Кар'єра

### Адвокатка
За свою адвокатську кар'єру, яка триває вже чотири десятиліття, Глорія Оллред представляла інтереси найрізноманітніших клієнтів у позовах про захист цивільних прав, пов'язаних із сексуальними домаганнями, правами жінок, незаконним звільненням та дискримінацією при прийомі на роботу. The New Republic назвав її «давнім майстром прес-конференції». Вона часто береться за гучні справи, використовуючи для цього прес-конференції та виступи на телебаченні. Оллред представляла інтереси багатьох клієнтів у позовах проти знаменитостей, у тому числі проти барабанщика Mötley Crüe Томмі Лі, Арнольда Шварценеггера, Германа Кейна, Девіда Бореаназа, Скотта Лі Коена, Ентоні Вінера, Саші Барона Коена, Есая Моралеса, та Р. Келлі.

### 1970-і та 1980-і роки
Оллред заснувала фірму Allred, Maroko, & Goldberg разом із випускниками Лойоли Майклом Мароко та Натаном Голдбергом у січні 1976 року. У 1979 році Оллред представляла інтереси семи дітей та їхніх батьків у судовому процесі проти мережі аптек Sav-On, щоб запобігти розміщенню окремих секцій для іграшок хлопчиків та дівчаток. У 1981 році, коли сенатор штату Каліфорнія Джон Г. Шмітц головував на слуханнях про заборону абортів, Оллред подарувала йому пояс вірності. У відповідь Шмітц опублікував прес-реліз, у якому назвав її «вправною адвокаткою». Вона подала на нього до суду за наклеп і в результаті досягла врегулювання спору на суму 20 000 доларів та вибачень.
У 1985 році Оллред разом із Катаріною Маккіннон розробила версію постанови про цивільні права проти порнографії для округу Лос-Анджелес. Законодавство не пройшло через Раду наглядових органів округу Лос-Анджелес. У 1987 році Оллред звернулася до суду на тоді ще повністю чоловічий Friars Club of Beverly Hills, ексклюзивний приватний клуб з приводу його політики дискримінації. Friars Club в кінцевому підсумку дозволив Оллред і ще п'ятьом жінкам користуватися медичними послугами клубу після того, як Оллред продемонструвала перші навички ефективного використання ЗМІ.

### 1990-ті роки
У 1992 році Оллред написала листа до Комітету з етики Сенату з проханням розслідувати дії сенатора від штату Орегон Боба Паквуда, про якого розповідала газетна стаття, в якій докладно описувалась його історія сексуальних домагань. Вона продовжувала тиснути на Комітет і закликала Паквуда оприлюднити свої щоденники. Зрештою комітет проголосував за його виключення, і він подав у відставку.
У 1993 році Оллред представляла лесбійських активісток Дебору Джонсон і Зандру Ролон у їхньому позові проти власника ресторану в Лос-Анджелесі, Papa Choux, після того, як він відмовив їм в обслуговуванні в кабінці, призначеній для "романтичних пар". У той час як суд нижчої інстанції відмовив двом у забороні на підставі незаконної дискримінації, апеляційний суд скасував рішення у справі Ролон проти Кульвіцького (1984), встановивши, що поведінка ресторану була дискримінацією, забороненою Муніципальним кодексом Лос-Анджелеса. Замість того, щоб обслуговувати ЛГБТ-пари, ресторан вирішив повністю скасувати кабінки та випустив газетні оголошення із запрошенням на подію «Wake for Romance».
У 1995 році Оллред представляла інтереси 11-річної Катріни Йі в справі «Йі проти бойскаутів Америки» проти «Бойскаутів Америки», щоб визначити, чи мала організація право виключати дівчат зі свого складу. Того ж року вона представляла сім'ю Ніколь Браун Сімпсон під час судового розгляду справи про вбивство О. Дж. Сімпсона. У серпні 1997 року вона представляла модель Келлі Фішер, коли вона подала до суду на Доді-аль-Файєда за нібито розірвання заручин, щоб розпочати його стосунки з Діаною, принцесою Уельською. Позов було припинено незабаром після смерті Діани та Фаїда в Парижі того серпня.
Олред представляла акторку телесеріалу Район Мелроуз Хантер Тайло в 1997 році, коли продюсер Аарон Спеллінг звільнив її через вагітність. Журі присудило Тайло 4,8 мільйона доларів. Ця справа була важливою для встановлення прав акторок продовжувати роботу, якщо вони завагітніли.

## Політична діяльність
Оллред заснувала (зареєстрована в 1978 році) і зараз є президенткою Фонду юридичного захисту та освіти рівних прав жінок WERDLEF (Legal Momentum). У 1980 році Олред провела у Чіппендейлі збір коштів для WERLDEF.